# كريستيان أنييلي
كريستيان أنييلي (بالإيطالية: Cristian Agnelli)‏ (23 سبتمبر 1985 في إيطاليا - ) هو لاعب كرة قدم إيطالي في مركز الوسط. شارك مع منتخب إيطاليا تحت 19 سنة لكرة القدم ومنتخب إيطاليا تحت 20 سنة لكرة القدم ومنتخب إيطاليا تحت 21 سنة لكرة القدم. أما مع النوادي، فقد لعب مع نادي بينيفينتو ونادي ساليرنيتانا ونادي سبال ونادي فوجيا ونادي كاتانزارو ونادي ليتشي وهيلاس فيرونا وسورينتو كالتشيو ‏ وASD Barletta 1922 ‏ ويوفي ستابيا.

## وصلات خارجية
- كريستيان أنييلي على موقع الاتحاد الدولي (مؤرشف)  (الإنجليزية)
- كريستيان أنييلي على موقع قاعدة بيانات كرة القدم.إي يو (الإنجليزية)
- كريستيان أنييلي على موقع Soccerway.com (الإنجليزية)